# Dolichoneon
Dolichoneon Caporiacco, 1935 è un genere di ragni appartenente alla famiglia Salticidae.

## Etimologia
Il nome deriva per la prima parte dal greco δολιχός, dolichòs, che significa lungo, allungato, disteso, per la forma caratteristica dell'opistosoma, e da una seconda parte, -neon in onore del genere di ragni cui più assomiglia.

## Distribuzione
L'unica specie oggi nota di questo genere è endemica del Karakorum.

## Tassonomia
A dicembre 2010, si compone di una specie:
- Dolichoneon typicus Caporiacco, 1935[2] — Karakorum